# Onderdijk
Onderdijk is een dorp in de gemeente Medemblik in de Nederlandse provincie Noord-Holland. Het ligt tussen de stad Medemblik en het dorp Wervershoof in en heeft 1729 inwoners (2018).

## Geschiedenis
De oorsprong van het dorp is terug te voeren tot de middeleeuwen. De plaats ontstond als kleine kern die onderaan de Zuiderzeedijk lag, eerst alleen aan de westzijde. Op een gegeven moment werd een strook buitendijkse land ingepolderd. De nieuwe zeedijk was nu de wakerdijk, waardoor de oorspronkelijke dijk de slaperdijk werd. Het poldertje werd de Nes genoemd en gebruikt voor tuinbouw.
Het dorp ligt ingeklemd tussen het binnenmeertje De Groote Vliet, en het IJsselmeer. Een uitstulping in De Groote Vliet, het Hop genaamd, is een overblijfsel van een verbinding met de Zuiderzee op die plaats. Het dorp is vanouds een tuinbouwdorp, waarvan de meeste inwoners met een schuit hun akker in de vaarpolder moesten bereiken. Traditionele gewassen waren wortels, uien, kool en bloembollen. 

### Bestuurlijke geschiedenis
Bestuurlijk gezien viel Onderdijk onder Hoog- en Laag-Zwaagdijk. Hoog- en Laag-Zwaagdijk had een eigen bestuur met een beperkte mate van zelfstandigheid. Het was onderdeel van het rechtsgebied van Medemblik en omsloeg Onderdijk (soms ook aangeduid als Hoogedijk), de Lagedijk (Simon Koopmanstraat), de noordzijde van Zwaagdijk-Oost en de Notweg van Hauwert. Deze kernen waren allen buurtschappen zonder kerk. Zowel de katholieken als de protestanten vielen onder Wervershoof.
In 1812 werd Hoog- en Laag-Zwaagdijk onderdeel van de gemeente Zwaag, ondanks dat Zwaag niet aangrenzend was. De inwoners van Hoog- en Laag-Zwaagdijk drongen op 25 oktober 1844 aan op aansluiting bij het naburige Wervershoof, dit op geografische en economische gronden. Het verzoek werd in 1867 ingewilligd.

### Twintigste en eenentwintigste eeuw

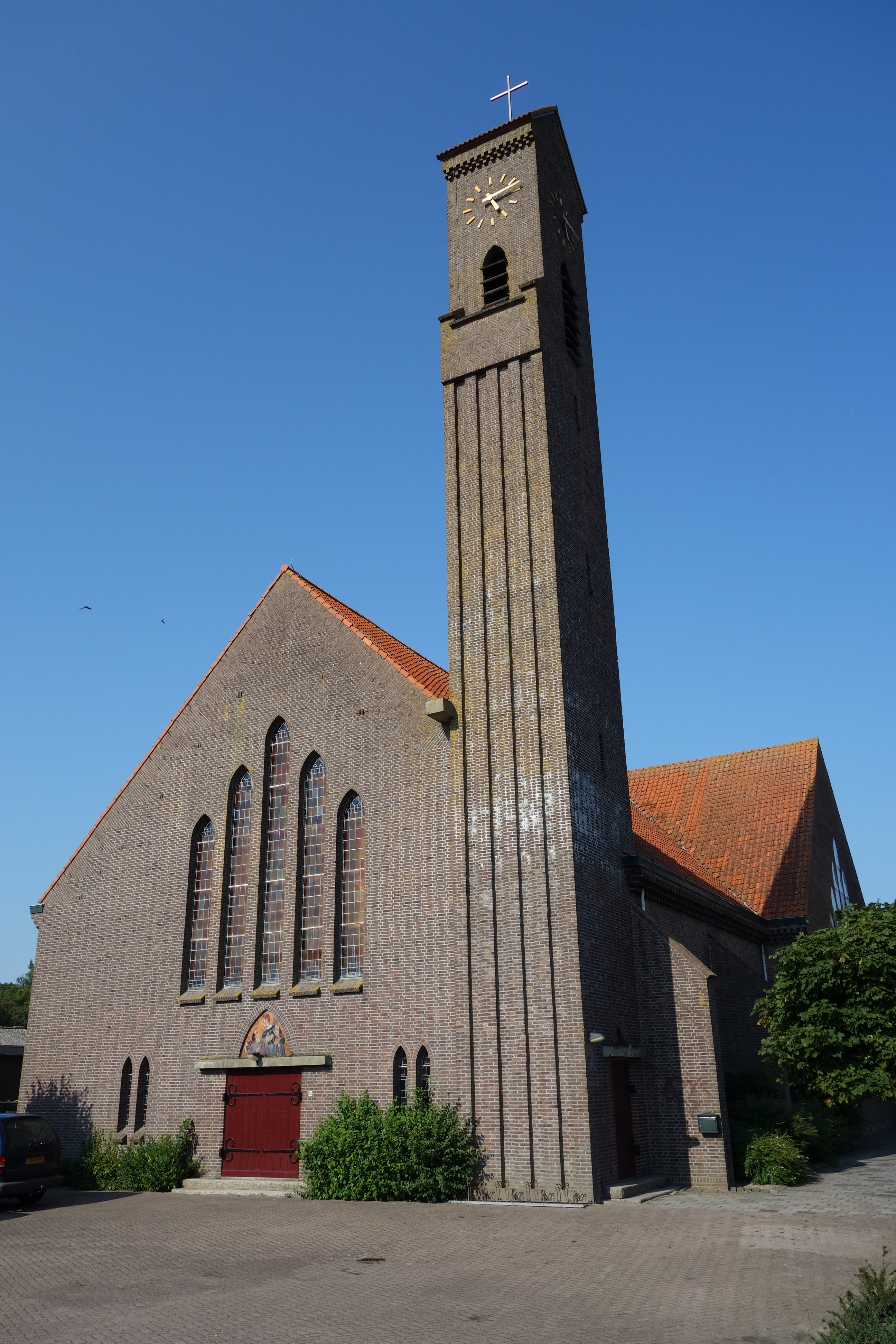
De Gerardus Majellakerk

In 1919 maakten de katholieken van Onderdijk zich los van de parochie van Wervershoof, en stichtten een eigen parochie. In 1929 verrees de Gerardus Majellakerk in het dorp ter vervanging van een eerste hulpkerk. Vanwege de groei van Onderdijk in het begin van de twintigste eeuw werd er in de jaren dertig een stuk van de slaperdijk afgegraven. Deze gedeeltelijke afgraving (van ca. 3 meter) is destijds als werkverschaffingsproject uitgevoerd.
Eind jaren zestig werd het verkeer steeds drukker en de weg boven op de dijk werd daarom te smal, daarom besloot men de hele slaperdijk af te graven. Dit project was medio 1972 gereed. Waar nu de doorgaande weg ligt, lag vroeger de dijk. Dit is vooral zichtbaar door de breedte van deze weg, die tegenwoordig een verkeersweg is. Aan beide zijden van deze weg ligt een ventweg, waar de bewoners bij hun huis hun auto's kunnen parkeren en waar fietsers gebruik van kunnen maken. De tuinbouw nam in na de jaren zeventig sterk af, zodat er nog maar enkele bedrijven overbleven. De vaarpolders zijn verkaveld, waardoor gemotoriseerd vervoer naar en van de akkers mogelijk werd.
Tot 1 januari 2011 behoorde Onderdijk tot de gemeente Wervershoof, die zelf opging in de gemeente Medemblik. Van dorpsbelang is de voetbalclub de VV Strandvogels.

## Natuurontwikkeling
Onderdijk werd vroeger aan de landzijde bijna geheel begrensd door tuinbouwgebied, maar tegen het einde van de twintigste eeuw werd er geleidelijk agrarisch land teruggegeven aan de natuur. Langs de oevers van De Groote Vliet werd bosgebied aangelegd en aan de noordzijde werden een park met recreatiebungalows en een golfterrein ingericht. Buitendijks, in het IJsselmeer, werd een project gerealiseerd om een meer natuurlijke oevervorming te krijgen, De Vooroever. Er zijn daar gebieden voor vogels en vissen gecreëerd en terreinen voor recreanten. Het project is door zijn grote opzet uitgegroeid tot een gebied waar veel vogels en vissen kunnen broeden, paaien of pleisteren zonder voortdurend gestoord te worden door recreanten. De Vooroever is met name aantrekkelijk gebleken voor vele duizenden ganzen, die echter ook voor overlast zorgen door (tuinbouw)gewassen aan te vreten.

## Keut
Onderdijk draagt sinds mensenheugenis de bijnaam 'Keut', of 'Keut aan Zee'. Daarom worden de Onderdijkers door onder meer de inwoners van Wervershoof 'Keuters' genoemd. Op hun beurt spreken de Onderdijkers over 'Gommers' met betrekking tot de Wervershovers. De etymologie hiervan is niet eenduidig, maar meestal verwijst men naar kuit en hom van vis.

## Geboren in Onderdijk
- Jan van Velzen (1931-2020), beeldhouwer.
- Huub Duyn (1984), wielrenner.